# SMS H 145
H 145 – niemiecki niszczyciel z okresu I wojny światowej. Pierwsza jednostka typu H 145. Okręt wyposażony w trzy kotły parowe opalane ropą. Zapas paliwa 332 ton. W 1918 roku internowany w Scapa Flow. Zatopiony przez własną załogę 21 czerwca 1919 roku. Złomowany w 1928 roku.